# Journal of Coastal Conservation
Journal of Coastal Conservation – Planning and Management ist ein Fachmagazin für Küsten-Naturschutz. Die Zeitschrift erscheint bei Springer und wird von der Coastal and Marine Union (EUCC) herausgegeben.
JCC wurde von Institute for Scientific Information (ISI) seit 2011 in den Science Citation Index aufgenommen und hat einen Impact Factor von 1.7 (2023).
In dem wissenschaftlichen Magazin werden Artikel aus dem theoretischen und angewandten Management von Küstenzonen veröffentlicht. Ein Schwerpunkt liegt auf dem interdisziplinären und nachhaltigen Schutz von Terrestrischen, Küsten- und Marinen Lebensräumen.
Der Verlag listet als fachlichen Hintergrund folgende Fächer auf: Geowissenschaften und Geographie, Umweltwissenschaften, Geophysik und Geodäsie, Naturschutz und Biodiversität, Ozeanographie.